# El Phantasmo
Riley Vigier (né le 24 octobre 1986 à Vancouver, Colombie-Britannique) est un catcheur (lutteur professionnel) canadien travaillant à la New Japan Pro Wrestling.

## Carrière

### Extreme Canadian Championship Wrestling (2005-...)
Lors de Ballroom Brawl VII, il perd son titre contre Kyle O'Reilly dans un défi ouvert à tout lutteur étant apparu à la télévision.

### Revolution Pro-Wrestling (2017-...)
Lors de Live At The Cockpit 19, il perd contre Jay White.
Lors de Mayhem, il perd contre Cody. Lors de Live At The Cockpit 30, il bat Naoki Tanizaki.
Il participe ensuite à la British J Cup 2018 qu'il remporte en battant Bandido lors du premier tour, Jushin Thunder Liger en Demi-Finale, puis Kushida, Rich Swann et Rocky Romero en finale pour devenir le deuxième vainqueur du tournoi,. Lors de Uprising 2018, il bat El Desperado.
Lors de Live At The Cockpit 40, il perd contre PAC et se fait attaquer après le match par David Starr en prévision de leur Ladder match pour le
RevPro Undisputed British Cruiserweight Championship en mai.
Lors de Epic Encounter 2019, il remporte le Ladder match contre David Starr et devient le nouveau RevPro Undisputed British Cruiserweight Champion. Lors de Kizuna Road 2019 - Tag 10, il conserve son titre contre Ryusuke Taguchi. Lors de Southern Showdown In Melbourne, il conserve son titre contre Rocky Romero. Lors de Live At The Cockpit 45, il conserve son titre contre Senza Volto. Lors de Showdown In San Jose, il conserve son titre contre Sho.

### Defiant Wrestling (2018-2019)
Lors de Defiant Magnificent Seven, il perd contre Martin Kirby et ne remporte pas le Defiant Internet Championship. Lors de Defiant Lights Out 2019, il perd contre PAC.

### New Japan Pro-Wrestling (2019-...)

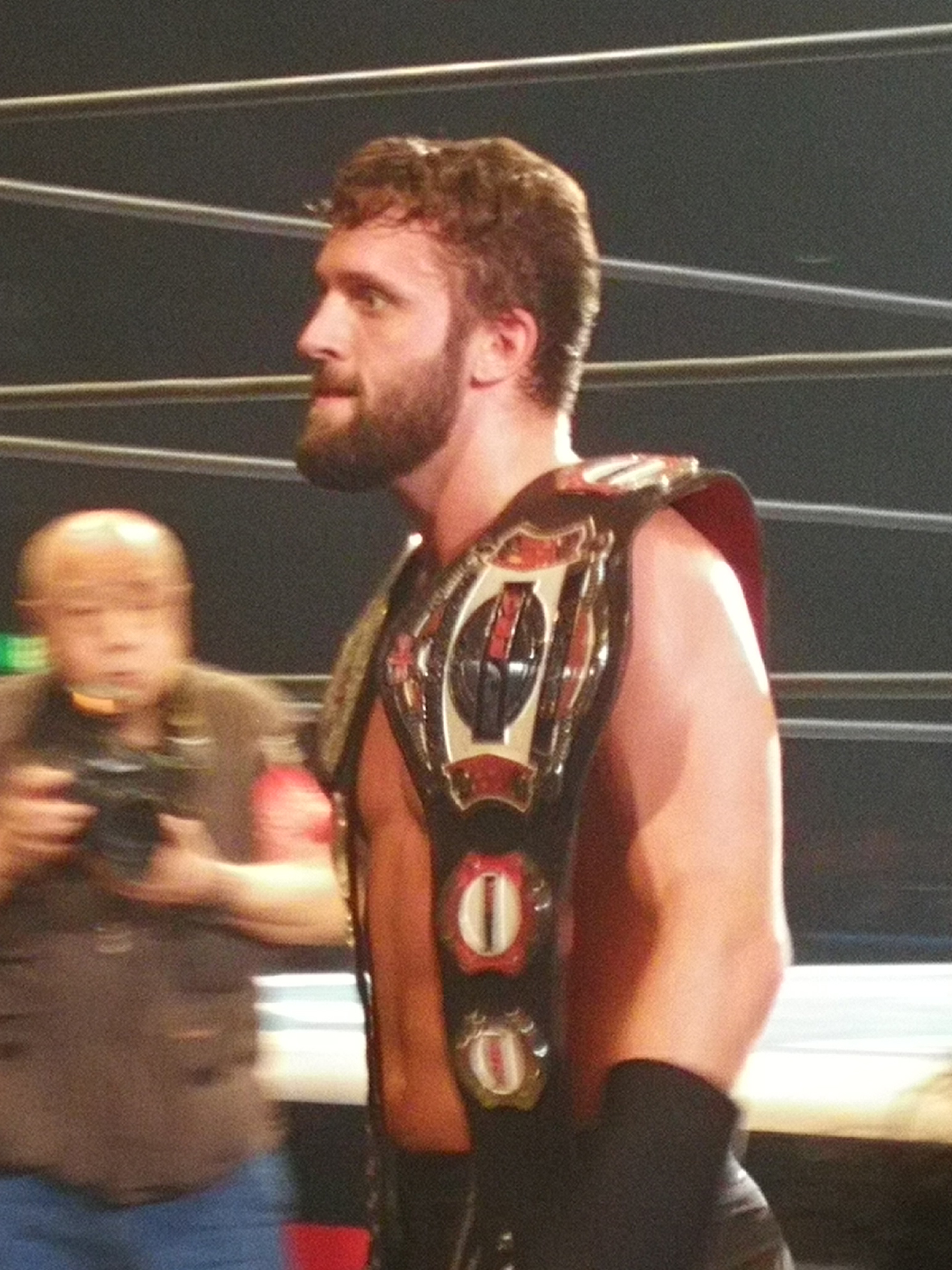
El Phantasmo en novembre 2019.

Durant la première nuit de la New Japan Cup 2019, une vidéo annonce qu'il rejoint la New Japan Pro Wrestling et le Bullet Club, un des clans de cette fédération essentiellement composé de gaijin. Lors de Wrestling Dontaku 2019 - Tag 2, il fait ses débuts dans un match par équipe où lui et Taiji Ishimori battent Dragon Lee et Will Ospreay. Il participe ensuite au Best of the Super Juniors 2019 où il remporte six des neuf rencontres effectuées, une défaite contre Ryusuke Taguchi lui coûtant une chance de se qualifier pour la finale. Le 16 juin, lui et Taiji Ishimori battent Roppongi 3K (Sho et Yoh) et remportent les IWGP Junior Heavyweight Tag Team Championship. Le lendemain, lui, Chase Owens et Yujiro Takahashi perdent contre Ryusuke Taguchi, Togi Makabe et Toru Yano et ne remportent pas les NEVER Openweight 6-Man Tag Team Championship.
Le 22 août, il entre dans la Super J-Cup 2019, en battant Robbie Eagles dans son match de premier tour. Le 24 août, il bat TJP dans son match de second tour. Le 25 août, il bat Will Ospreay et Dragon Lee, respectivement en demi - finale et en finale pour remporter le tournoi.
Lors de Destruction In Kagoshima, lui et Taiji Ishimori conservent leur titres contre Birds Of Prey (Robbie Eagles et Will Ospreay). Lors de King Of Pro Wrestling 2019, il perd contre Will Ospreay et ne remporte pas le IWGP Junior Heavyweight Championship.

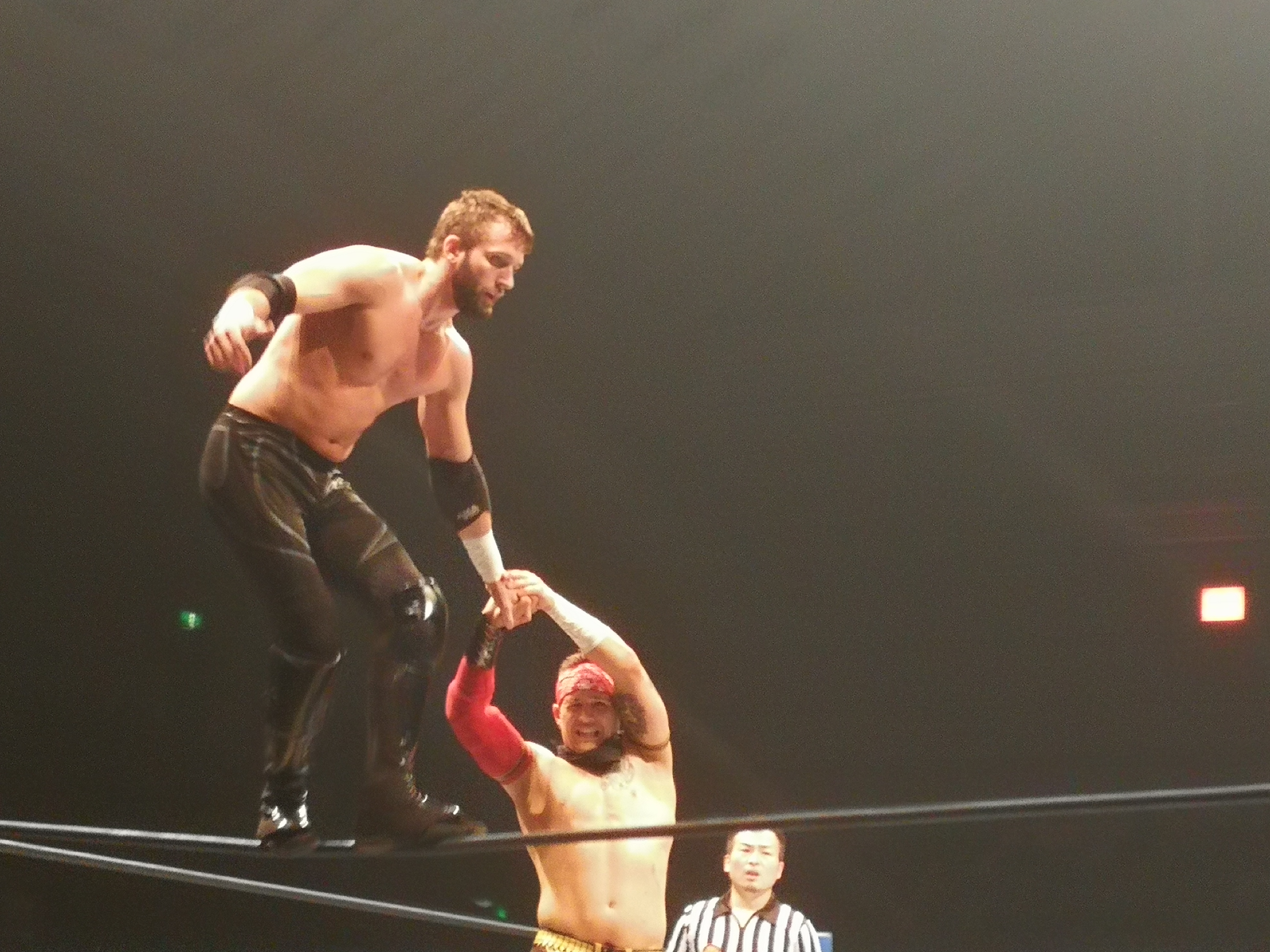
Phantasmo contre Robbie Eagles en novembre 2019.

Du 16 octobre au 1er novembre, lui et Taiji Ishimori participent au Super Jr. Tag League (2019), où ils terminent la ronde avec 10 points (cinq victoires et deux défaites) mais ne se qualifient pas pour la finale du tournoi. Lors de Wrestle Kingdom 14 - Tag 2, ils perdent leur titres contre Roppongi 3K.

#### Vainqueur de la Super J-Cup 2020 et poursuite du IWGP Junior Heavyweight Championship (2020-2022)
Le 12 décembre, il effectue son retour en participant à la Super J-Cup 2020, battant Lio Rush dans son match de premier tour, Blake Christian en demi - finale puis ACH en finale pour remporter le tournoi, devenant le troisième lutteur après Jushin Thunder Liger et Naomichi Marufuji à gagner la Super J-Cup à deux reprises et gagner la finale deux années de suite. Après avoir remporté le tournoi, il accepte le défi de Hiromu Takahashi qui avait annoncer vouloir affronter le vainqueur du tournoi. Lors de Wrestle Kingdom 15 - Tag 1, il perd contre Hiromu Takahashi et n'affrontera donc pas le lendemain son coéquipier Taiji Ishimori pour le IWGP Junior Heavyweight Championship.
Lors de New Year Dash !! 2021, lui, Taiji Ishimori et les Guerrillas of Destiny (Tama Tonga et Tanga Loa) battent Suzuki-gun (El Desperado, Taichi, Yoshinobu Kanemaru et Zack Sabre, Jr.) et rentrent en rivalité avec ces derniers autour des Championnats Par équipe des divisions Jr et Heavyweights. Le 23 janvier, lui et Taiji Ishimori battent Suzuki-gun (El Desperado et Yoshinobu Kanemaru) et remportent les IWGP Junior Heavyweight Tag Team Championship pour la deuxième fois,,. Le 25 février, ils perdent leur titres contre Suzuki-gun (El Desperado et Yoshinobu Kanemaru). Lors de Castle Attack - Tag 2, il perd contre El Desperado dans un Three Way Match qui comprenaient également Bushi et ne remporte pas le vacant IWGP Junior Heavyweight Championship.
Le 23 juin, lui et Taiji Ishimori battent Roppongi 3K et remportent les IWGP Junior Heavyweight Tag Team Championship pour la troisième fois.

#### Division Heavyweight (2022-...)
Lors de Forbidden Door (2022), lui et The Young Bucks perdent contre Dudes with Attitude (Darby Allin et Sting) et Shingo Takagi.
Lors de The New Beginning In Osaka 2023, il perd contre Tama Tonga et ne remporte pas le NEVER Openweight Championship.

#### Départ du Bullet Club et Face Turn (2023-...)
Dans les mois suivants, il commence à montrer des signes d'animosité croissante, avec le nouveau leader du Bullet Club, David Finlay, qui à rejoint le clan à la suite de son attaque contre l'ancien leader Jay White à Battle In The Valley 2023,. La tension culmine en avril à Sakura Genesis, où après une victoire en équipe contre les Guerrillas of Destiny (Hikuleo et Tama Tonga) et Master Wato, Phantasmo et Finlay commence à se bousculer, Kenta et Gedo tentant de les séparer. Cependant, Gedo et Kenta attaquent Phantasmo, Kenta portant Go 2 Sleep sur Phantasmo. Peu de temps après, son partenaire de longue date, Taiji Ishimori, entre sur le ring et attaque également Phantasmo en lui portant un coup bas. Les quatre hommes posent sur le ring, confirmant l'éviction de Phantasmo du Bullet Club.
Lors de Dominion 6.4 In Osaka-Jo Hall, il perd contre David Finlay et ne remporte pas le NEVER Openweight Championship.
Lors de Destruction In Ryogoku 2023, lui et Hikuleo battent Bullet Club War Dogs (Alex Coughlin et Gabriel Kidd) et remportent les Strong Openweight Tag Team Championship. Lors de Fighting Spirit Unleashed 2023, ils conservent leur titres contre Monstersauce (Alex Zayne et Lance Archer).
Du 25 novembre au 6 décembre, ils participent à la World Tag League, où ils remportent leur bloc avec un record de cinq victoires et deux défaites, se qualifiant pour les demi-finales du tournoi. Lors des Demi-Finales, ils battent TMDK (Mikey Nicholls et Shane Haste). Lors de la finale, ils perdent contre Bishamon (Hirooki Goto et Yoshi-Hashi) et ne remportent donc pas le tournoi. Leur adversaires les défient cependant à un Winner Takes All Match pour Wrestle Kingdom.
Lors de Wrestle Kingdom 18 In Tokyo Dome, ils conservent leur titres contre Bishamon et remportent également les IWGP Tag Team Championship.

### Impact Wrestling (2021-...)
Le 29 avril à Impact, une vignette est diffusée pour annoncer ses débuts la semaine prochaine.
Le 6 mai à Impact, il fait ses débuts en battant VSK. Lors d'Impact du 13 mai, il bat Ace Austin, Acey Romero, Petey Williams et Rohit Raju dans un Scramble match pour devenir challenger au Impact X Division Championship. Lors de Under Siege (2021), il perd contre Josh Alexander et ne remporte pas le Impact X Division Championship.
Lors de Under Siege (2022), lui, Chris Bey, Doc Gallows, Jay White et Karl Anderson perdent contre Honor No More (Eddie Edwards, Matt Taven, Mike Bennett, Kenny King et Vincent).

## Palmarès
- German Wrestling Federation
  - Light Heavyweight World Cup (2019)
- New Japan Pro Wrestling
  - 3 fois IWGP Junior Heavyweight Tag Team Championship avec Taiji Ishimori[57]
  - 1 fois IWGP Tag Team Championship avec Hikuleo
  - 1 fois NJPW World Television Championship (actuel)
  - 1 fois Strong Openweight Tag Team Championship avec Hikuleo[58]
  - Super J-Cup (2019, 2020)[59]
- NWA: Extreme Canadian Championship Wrestling
  - 3 fois ECCW Championship
  - 1 fois ECCW Tag Team Championship avec Halo
  - Pacific Cup Tournament (2009)
  - Most Popular Wrestler Of The Year award (2008)
  - Wrestler Of The Year award (2008)
- Revolution Pro Wrestling
  - 1 fois RPW British Cruiserweight Championship
  - British J Cup (2018)

## Récompenses des magazines
- Pro Wrestling Illustrated

| Année | 2020 | 2021 | 2022 | 2023 | 2024 |
| ----- | ---- | ---- | ---- | ---- | ---- |
| Rang  | 170  | 232  | 243  | 295  | 189  |